# SN 2011Y
SN 2011Y – supernowa typu Ia odkryta 27 stycznia 2011 roku w galaktyce A081258-2734. W momencie odkrycia miała maksymalną jasność 17,30m.